# عشق بی‌پایان (فیلم ۲۰۱۷)
عشق بی‌پایان
(به ترکی استانبولی: Sonsuz Aşk) فیلمی در ژانرهای درام و رومانس، ساخت کشور ترکیه و تولید سال ۲۰۱۷ میلادی، به کارگردانی احمت کاتکسز و سناریوی دنیز آکچای کاتکسز و همچنین نقش‌آفرینی مراد ییلدیریم و فخریه اوجن است. عشق بی‌پایان نخستین‌بار در تاریخ ۲۴ مارس ۲۰۱۷ به نمایش عموم درآمد. موسیقی متن و تیتراژ این فیلم، اثر تویگار اشیکلی موسیقیدان ترکیه‌ای است.

## داستان
دکتر جان توزمن، جراح مغز جوانی‌ست که در جراحی به قله‌های کامروایی و پیروزیِ هر چه تمام، دست یافته؛
زینپ، دختری است که بخت با او یار نبوده و در کودکی، خانواده‌اش را از دست داده و برای فراهم‌‌ نمودن هزینه‌ تحصیل خواهرش «الیف» که بورسیه‌ آمریکا شده، درست، هنگام سفرهای دکتر جان توزمن، منزل دکتر را آراسته و پاکیزه می‌سازد و هیچگاه با او رو‌به‌رو نشده.
پس از چهار ماه، صاحب‌خانه‌ زینپ، کلید درب منزل را به خاطر نپرداختن هزینه اجاره، تغییر می‌دهد و او مجبور می‌شود تنها یک‌شب را در خانه‌ دکتر توزمن سپری کند. صبح روز بعد، نخستین دیدار، میان جان و زینپ رخ می‌دهد. ناگفته نمانَد که دختران بسیاری، به خاطر موفقیت‌های دکتر توزمن از جمله «دکتر برین» خواهان وی هستند در صورتیکه جان، همیشه از آنان فراری‌ست. هنگامی‌که زینپ با نگرانی مشغول بیان حقیقت است که چرا شب را در منزل جان به صبح رسانده، دکتر توزمن بی‌درنگ تصمیم می‌گیرد، تا در جشنی که شب به افتخار او گرفته شده، زینپ را به عنوان پارتنرش به میهمانان معرفی کند. دکتر توزمن، پیش از رفتن، قاطعانه با زینپ صحبت می‌کند: او را می‌بخشد و اجاره‌ صاحب‌خانه‌ زینپ را نیز پرداخت می‌کند، به شرط آنکه دو ساعت در جشن شب، حضور یابد و نقش پارتنر دکتر را بازی کند تا توزمن از مزاحمت دختران، در آرامش باشد. دکتر توزمن با یکی از مزون‌های آشنا هماهنگ می‌کند تا زینپ را برای جشن آماده سازند. هنگامی‌که مراسم آغاز می‌شود، زینپ همانند فرشتگان وارد می‌شود و چشم میهمانان از جمله دکتر توزمن را به خود، خیره می‌سازد. در روزهای پیش رو، جان و زینپ شیفته‌ یکدیگر می‌شوند ولی در این میان، بیماری‌ای وخیم و ناگوار همچون راز، در وجود زینپ نهفته که دکتر توزمن از آن بی‌خبر است...

## بازیگران و شخصیت‌ها
| بازیگر          | کاراکتر        | نقش  |
| --------------- | -------------- | ---- |
| مراد ییلدیریم   | دکتر جان توزمن | اصلی |
| فخریه اوجن      | زینپ           | اصلی |
| فاتح آل         | توفان          | مکمل |
| فیلیز احمد      | باده           | مکمل |
| دیدم اینسلل     | گولگون "گُل‌گون" | مکمل |
| اگِه آیدان       | حمدی           | مکمل |
| زینپ اوزدر      | برین           | مکمل |
| نازلی پنار کایا | الیف           | مکمل |